# 58. Międzynarodowy Festiwal Filmowy w Cannes
58. Międzynarodowy Festiwal Filmowy w Cannes odbył się w dniach 11–22 maja 2005 roku. Imprezę otworzył pokaz francuskiego filmu Leming w reżyserii Dominika Molla. W konkursie głównym zaprezentowanych zostało 21 filmów pochodzących z 14 różnych krajów.
Jury pod przewodnictwem serbskiego reżysera Emira Kusturicy przyznało nagrodę główną festiwalu, Złotą Palmę, belgijskiemu filmowi Dziecko w reżyserii braci Dardenne. Drugą nagrodę w konkursie głównym, Grand Prix, przyznano amerykańskiemu obrazowi Broken Flowers w reżyserii Jima Jarmuscha.
Oficjalny plakat promocyjny festiwalu przedstawiał oryginalną ilustrację schodów prowadzących do rozgwieżdżonego nieba autorstwa Frédérica Menanta i Tima Garcii. Galę otwarcia i zamknięcia festiwalu prowadziła belgijska aktorka Cécile de France.

## Członkowie jury

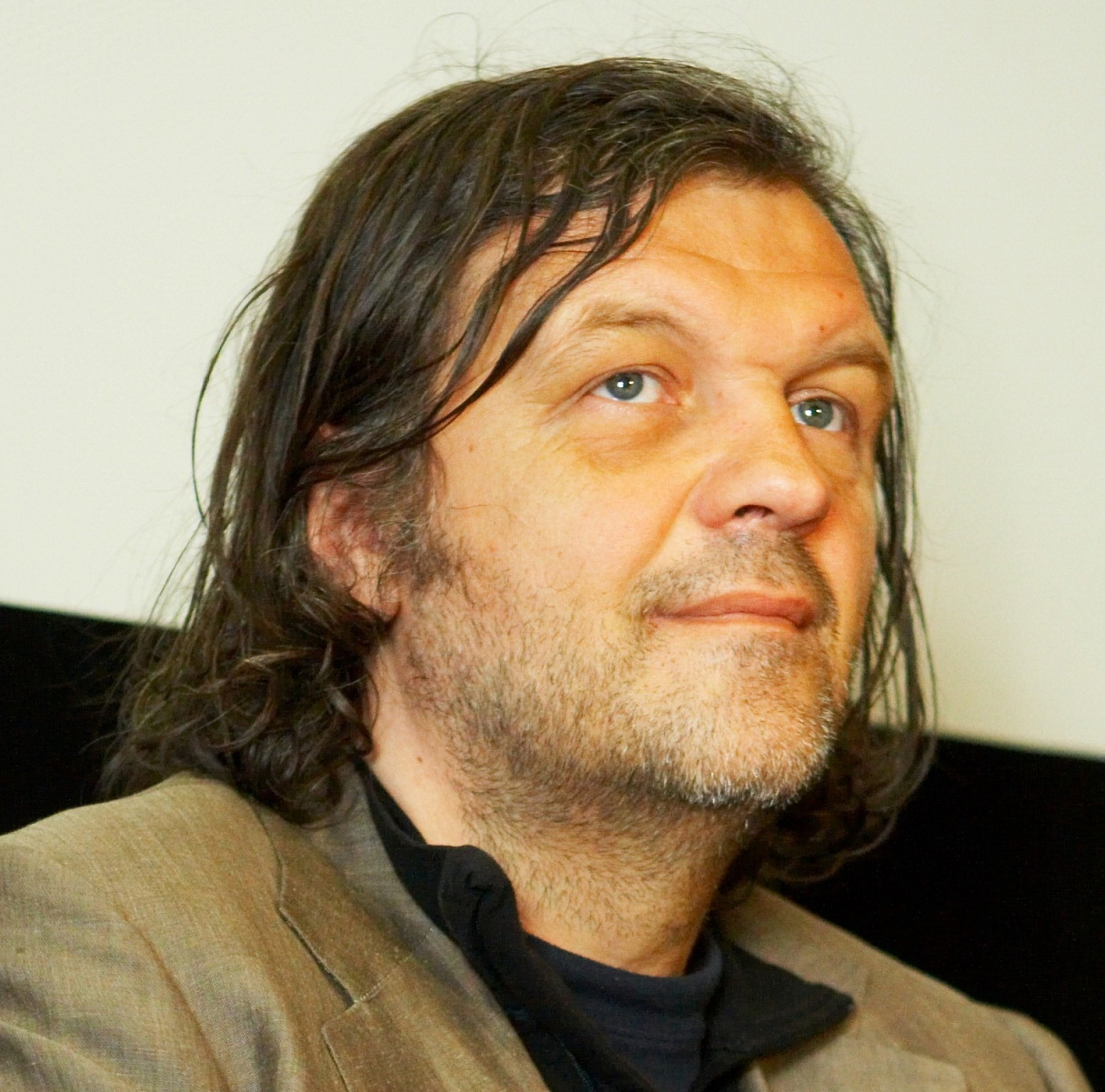
Przewodniczący jury konkursu głównego Emir Kusturica.

### Konkurs główny
- Emir Kusturica, serbski reżyser – przewodniczący jury[5]
- Fatih Akın, niemiecki reżyser
- Javier Bardem, hiszpański aktor
- Nandita Das, indyjska aktorka
- Salma Hayek, meksykańska aktorka
- Benoît Jacquot, francuski reżyser
- Toni Morrison, amerykańska pisarka
- Agnès Varda, francuska reżyserka
- John Woo, hongkoński reżyser

### Sekcja „Un Certain Regard”
- Alexander Payne, amerykański reżyser – przewodniczący jury
- Eduardo Antin, argentyński krytyk filmowy
- Betsy Blair, amerykańska aktorka
- Katia Chapoutier, kanadyjska dziennikarka
- Sandra Den Hamer, dyrektorka MFF w Rotterdamie
- Gilles Marchand, francuski scenarzysta
- Geneviève Welcomme, francuska dziennikarka

### Cinéfondation i filmy krótkometrażowe
- Edward Yang, tajwański reżyser – przewodniczący jury
- Chantal Akerman, belgijska reżyserka
- Colin MacCabe, irlandzki krytyk filmowy
- Yousry Nasrallah, egipski reżyser
- Sylvie Testud, francuska aktorka

### Złota Kamera – debiuty reżyserskie
- Abbas Kiarostami, irański reżyser – przewodniczący jury
- Yves Allion, francuski krytyk filmowy
- Patrick Chamoiseau, francuski pisarz
- Malik Chibane, francuski reżyser
- Scott Foundas, amerykański krytyk filmowy
- Laura Meyer, francuska filmoznawczyni
- Luc Pourrinet, francuski kierownik produkcji
- Roberto Turigliatto, dyrektor MFF w Turynie
- Romain Winding, francuski operator filmowy

## Selekcja oficjalna

### Otwarcie i zamknięcie festiwalu
|             | Tytuł       | Reżyseria      | Kraj produkcji  |
| ----------- | ----------- | -------------- | --------------- |
| Otwierający | Leming      | Dominik Moll   | Francja         |
| Zamykający  | Chromofobia | Martha Fiennes | Wielka Brytania |

### Konkurs główny
Następujące filmy zostały wyselekcjonowane do udziału w konkursie głównym o Złotą Palmę:
| Tytuł polski                      | Tytuł oryginalny                         | Reżyseria                           | Kraj produkcji    |
| --------------------------------- | ---------------------------------------- | ----------------------------------- | ----------------- |
| Bashing                           | バッシング Basshingu                     | Masahiro Kobayashi                  | Japonia           |
| Bitwa w niebie                    | Batalla en el cielo                      | Carlos Reygadas                     | Meksyk            |
| Broken Flowers                    | Broken Flowers                           | Jim Jarmusch                        | Stany Zjednoczone |
| Ukryte                            | Caché                                    | Michael Haneke                      | Francja           |
| Nie wracaj w te strony            | Don’t Come Knocking                      | Wim Wenders                         | Stany Zjednoczone |
| Dziecko                           | L’enfant                                 | Jean-Pierre i Luc Dardenne          | Belgia            |
| Free Zone                         | Free Zone                                | Amos Gitai                          | Izrael            |
| Tale of Cinema                    | 극장전 Geuk jang jeon                    | Hong Sang-soo                       | Korea Południowa  |
| Wybór mafii                       | 黑社會 Hak se wui                        | Johnnie To                          | Hongkong          |
| Historia przemocy                 | A History of Violence                    | David Cronenberg                    | Kanada            |
| Zerowy kilometr                   | Kilomètre zéro                           | Hiner Saleem                        | Irak              |
| Ostatnie dni                      | Last Days                                | Gus Van Sant                        | Stany Zjednoczone |
| Leming                            | Lemming                                  | Dominik Moll                        | Francja           |
| Manderlay                         | Manderlay                                | Lars von Trier                      | Dania             |
| Malować albo kochać               | Peindre ou faire l’amour                 | Arnaud Larrieu i Jean-Marie Larrieu | Francja           |
| Szanghajskie sny                  | 青红 Qing hong                           | Wang Xiaoshuai                      | Chiny             |
| Chłopiec za burtą                 | Quando sei nato non puoi più nasconderti | Marco Tullio Giordana               | Włochy            |
| Sin City: Miasto grzechu          | Sin City                                 | Frank Miller i Robert Rodriguez     | Stany Zjednoczone |
| Trzy pogrzeby Melquiadesa Estrady | The Three Burials of Melquiades Estrada  | Tommy Lee Jones                     | Stany Zjednoczone |
| Gdzie leży prawda                 | Where the Truth Lies                     | Atom Egoyan                         | Kanada            |
| Trzy miłości                      | 最好的時光 Zui hao de shi guang          | Hou Hsiao-hsien                     | Tajwan            |

### Pokazy pozakonkursowe
Następujące filmy zostały wyświetlone na festiwalu w ramach pokazów pozakonkursowych:
| Tytuł polski                                            | Tytuł oryginalny                                          | Reżyseria                       | Kraj produkcji    |
| ------------------------------------------------------- | --------------------------------------------------------- | ------------------------------- | ----------------- |
| Artyści ze spalonego teatru                             | Les artistes du Théâtre Brûlé                             | Rithy Panh                      | Kambodża          |
| C'est pas tout à fait la vie dont j'avais rêvé          | C’est pas tout à fait la vie dont j’avais rêvé            | Michel Piccoli                  | Francja           |
| Chromofobia                                             | Chromophobia                                              | Martha Fiennes                  | Wielka Brytania   |
| Cindy: The Doll Is Mine (film krótkometrażowy)          | Cindy: The Doll Is Mine                                   | Bertrand Bonello                | Francja           |
| Życie jest muzyką                                       | Crossing the Bridge: The Sound of Istanbul                | Fatih Akın                      | Niemcy            |
| Słodko-gorzkie życie                                    | 달콤한 인생 Dalkomhan insaeng                             | Kim Jee-woon                    | Korea Południowa  |
| Darshan                                                 | Darshan – L’étreinte                                      | Jan Kounen                      | Francja           |
| Boże Narodzenie                                         | Joyeux Noël                                               | Christian Carion                | Francja           |
| Kirikou i dzikie bestie                                 | Kirikou et les bêtes sauvages                             | Michel Ocelot i Bénédicte Galup | Francja           |
| Kiss Kiss Bang Bang                                     | Kiss Kiss Bang Bang                                       | Shane Black                     | Stany Zjednoczone |
| Wszystko gra                                            | Match Point                                               | Woody Allen                     | Stany Zjednoczone |
| Seanse o północy                                        | Midnight Movies: From the Margin to the Mainstream        | Stuart Samuels                  | Stany Zjednoczone |
| Niech pomszczę choć jedno z mych oczu                   | נקם אחת משתי עיני Nekam Achat Mishtey Eynay               | Avi Mograbi                     | Izrael            |
| Princess Raccoon                                        | オペレッタ狸御殿 Operetta tanuki goten                    | Seijun Suzuki                   | Japonia           |
| Siła koszmarów: Powstanie polityki strachu (miniserial) | The Power of Nightmares: The Rise of the Politics of Fear | Adam Curtis                     | Wielka Brytania   |
| Gwiezdne wojny: część III – Zemsta Sithów               | Star Wars: Episode III – Revenge of the Sith              | George Lucas                    | Stany Zjednoczone |

### Sekcja „Un Certain Regard”
Następujące filmy zostały wyświetlone na festiwalu w ramach sekcji „Un Certain Regard”:
| Tytuł polski                             | Tytuł oryginalny                                     | Reżyseria             | Kraj produkcji    |
| ---------------------------------------- | ---------------------------------------------------- | --------------------- | ----------------- |
| Cidade Baixa                             | Cidade Baixa                                         | Sérgio Machado        | Brazylia          |
| Kino, aspiryna i sępy                    | Cinema, Aspirinas e Urubus                           | Marcelo Gomes         | Brazylia          |
| Delwende – pożeraczki dusz               | Delwende                                             | S. Pierre Yaméogo     | Burkina Faso      |
| Dolina iluzji                            | Down in the Valley                                   | David Jacobson        | Stany Zjednoczone |
| Boże mój, Boże mój, czemuś mnie opuścił? | エリ・エリ・レマ・サバクタニ Eri Eri rema sabakutani | Shinji Aoyama         | Japonia           |
| Fałszywe zgłoszenie                      | Falscher Bekenner                                    | Christoph Hochhäusler | Niemcy            |
| Filmowiec                                | Le filmeur                                           | Alain Cavalier        | Francja           |
| Habana Blues                             | Habana Blues                                         | Benito Zambrano       | Hiszpania         |
| Łuk                                      | 활 Hwal                                              | Kim Ki-duk            | Korea Południowa  |
| Jewboy                                   | Jewboy                                               | Tony Krawitz          | Australia         |
| Joanna                                   | Johanna                                              | Kornél Mundruczó      | Węgry             |
| Król                                     | The King                                             | James Marsh           | Stany Zjednoczone |
| Marock                                   | Marock                                               | Laïla Marrakchi       | Maroko            |
| Śmierć pana Lăzărescu                    | Moartea domnului Lăzărescu                           | Cristi Puiu           | Rumunia           |
| Północny wschód                          | Nordeste                                             | Juan Diego Solanas    | Argentyna         |
| Krew                                     | Sangre                                               | Amat Escalante        | Meksyk            |
| Śpioch                                   | Schläfer                                             | Benjamin Heisenberg   | Niemcy            |
| Zapomniany kraj                          | සුළඟ එනු පිණිස Sulanga Enu Pinisa                        | Vimukthi Jayasundara  | Sri Lanka         |
| Czas, który pozostał                     | Le temps qui reste                                   | François Ozon         | Francja           |
| Zakochani widzą słonie                   | Voksne mennesker                                     | Dagur Kári            | Dania             |
| Pewnej nocy                              | یک شب Yek shab                                       | Niki Karimi           | Iran              |
| Yellow Fella (film krótkometrażowy)      | Yellow Fella                                         | Ivan Sen              | Australia         |
| Zim i spółka                             | Zim and Co.                                          | Pierre Jolivet        | Francja           |

## Laureaci nagród

### Konkurs główny
Złota Palma

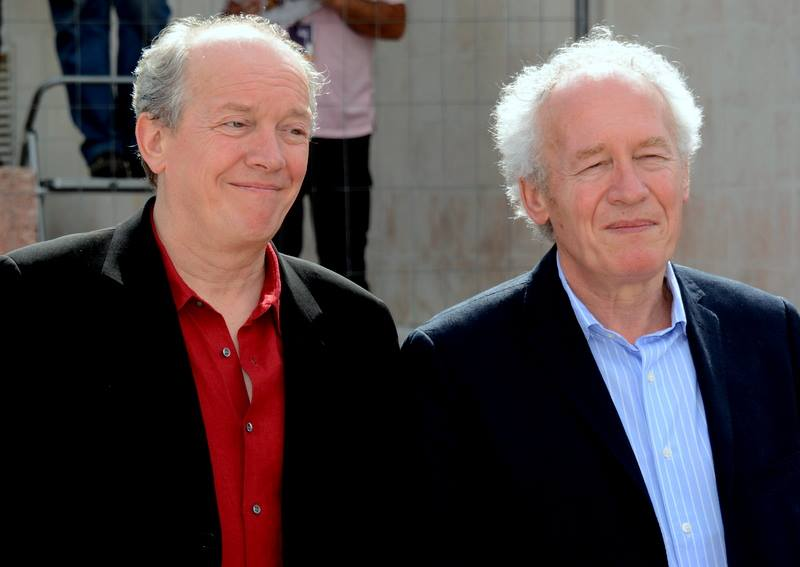
Laureaci Złotej Palmy Jean-Pierre i Luc Dardenne.

- Dziecko, reż. Jean-Pierre i Luc Dardenne

Grand Prix
- Broken Flowers, reż. Jim Jarmusch

Nagroda Jury
- Szanghajskie sny, reż. Wang Xiaoshuai

Najlepsza reżyseria
- Michael Haneke – Ukryte

Najlepsza aktorka
- Hanna Laslo – Free Zone

Najlepszy aktor
- Tommy Lee Jones – Trzy pogrzeby Melquiadesa Estrady

Najlepszy scenariusz
- Guillermo Arriaga – Trzy pogrzeby Melquiadesa Estrady

### Sekcja „Un Certain Regard”
Nagroda Główna

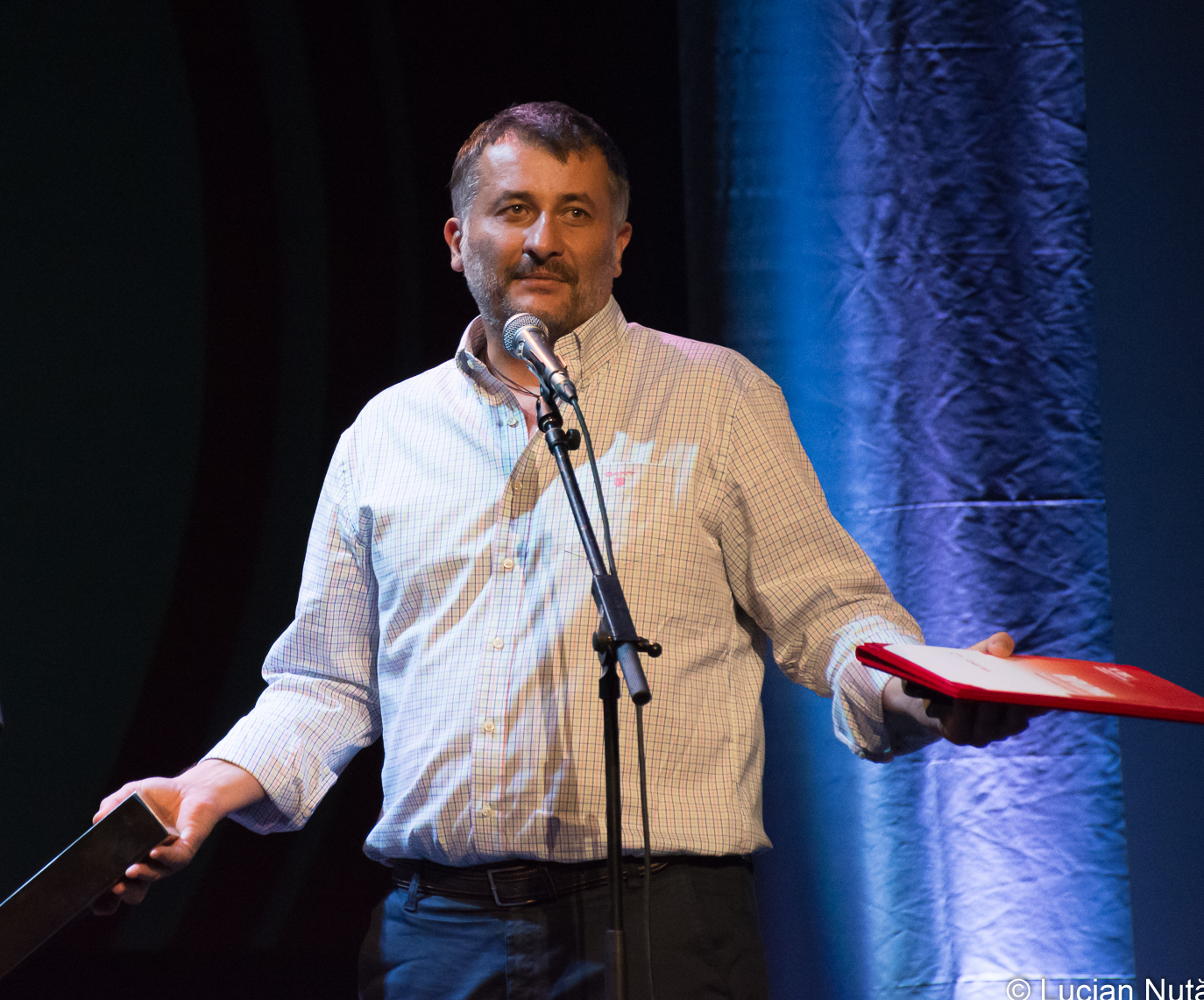
Zwycięzca sekcji „Un Certain Regard” Cristi Puiu.

- Śmierć pana Lăzărescu, reż. Cristi Puiu

Nagroda za intymność przekazu
- Filmowiec, reż. Alain Cavalier

Nagroda dla twórcy obiecującego na przyszłość
- Delwende – pożeraczki dusz, reż. S. Pierre Yaméogo

### Konkurs filmów krótkometrażowych
Złota Palma dla najlepszego filmu krótkometrażowego
- Wędrowcy, reż. Ihor Strembitskyi

Wyróżnienie Specjalne
- Clara, reż. Van Sowerwine

Nagroda Cinéfondation dla najlepszej etiudy studenckiej
- I miejsce:  Buy It Now, reż. Antonio Campos
- II miejsce:  Bikur Holim, reż. Maya Dreifuss /  Wdwojom, reż. Nikołaj Chomieriki
- III miejsce:  Be Quiet, reż. Sameh Zoabi /  La plaine, reż. Roland Edzard

Nagroda Kodaka dla najlepszego filmu krótkometrażowego
- Hu xi, reż. Wi Ding Ho

### Wybrane pozostałe nagrody

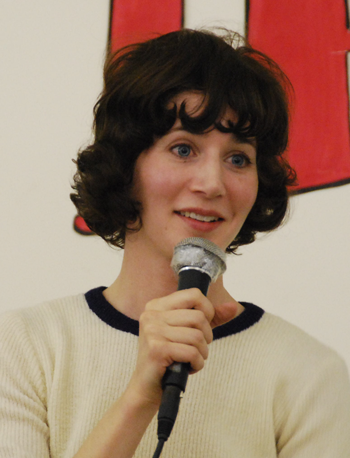
Kilkukrotnie nagrodzona reżyserka Miranda July.

Złota Kamera za najlepszy debiut reżyserski
- Ty i ja, i wszyscy, których znamy, reż. Miranda July
- Zapomniany kraj, reż. Vimukthi Jayasundara

Nagroda Główna w sekcji „Międzynarodowy Tydzień Krytyki”
- Ty i ja, i wszyscy, których znamy, reż. Miranda July

Nagroda Główna w sekcji „Quinzaine des Réalisateurs” – CICAE Award
- Siostry, reż. Florence Ayisi i Kim Longinotto

Nagroda FIPRESCI
- Konkurs główny:  Ukryte, reż. Michael Haneke
- Sekcja „Un Certain Regard”:  Krew, reż. Amat Escalante
- Sekcja „Quinzaine des Réalisateurs”:  Płacząca pięść, reż. Ryoo Seung-wan

Nagroda Jury Ekumenicznego
- Ukryte, reż. Michael Haneke
  - Wyróżnienie:  Delwende – pożeraczki dusz, reż. S. Pierre Yaméogo

Nagroda Vulcan dla artysty technicznego
- Robert Rodriguez za stronę wizualną filmu Sin City: Miasto grzechu
- Leslie Shatz za dźwięk do filmu Ostatnie dni

Nagroda Młodych
- Cidade Baixa, reż. Sérgio Machado

Nagroda im. François Chalais dla filmu propagującego znaczenie dziennikarstwa
- Chłopiec za burtą, reż. Marco Tullio Giordana

Nagroda Palm Dog dla najlepszego psiego występu na festiwalu
- Jaskinia żółtego psa, reż. Byambasuren Davaa

Honorowa Złota Palma za całokształt twórczości
- Catherine Deneuve